# مقصدهای پروازی ایر فرانس
مقصدهای پروازی ایر فرانس به شرح زیر است:

## مقصدهای پروازی
ایر فرانس به ۳۶ مقصد داخلی و ۱۶۸ مقصد بین‌المللی در ۹۳ کشور (در نوامبر ۲۰۱۳) پرواز انجام می‌دهد

### مسافربری
| [Hub]           | قطب شرکت هواپیمایی |
| [Secondary hub] | قطب دوم            |
| [F]             | مسیرهای آتی        |
| [S]             | فصلی               |
| [T]             | متوقف‌شده           |

### باربری
| [Hub]   | قطب            |
| [Focus] | فرودگاه کانونی |
| [F]     | مسیرهای آتی    |
| [S]     | فصلی           |
| [T]     | متوقف‌شده       |